# Megaphobema robustum
Espèce
Synonymes
- Lasiodora robusta Ausserer, 1875

Megaphobema robustum est une espèce d'araignées mygalomorphes de la famille des Theraphosidae.

## Distribution
Cette espèce est endémique de Colombie.
Sa présence est incertaine au Brésil.
Elle se rencontre dans la forêt tropicale humide amazonienne.

## Description

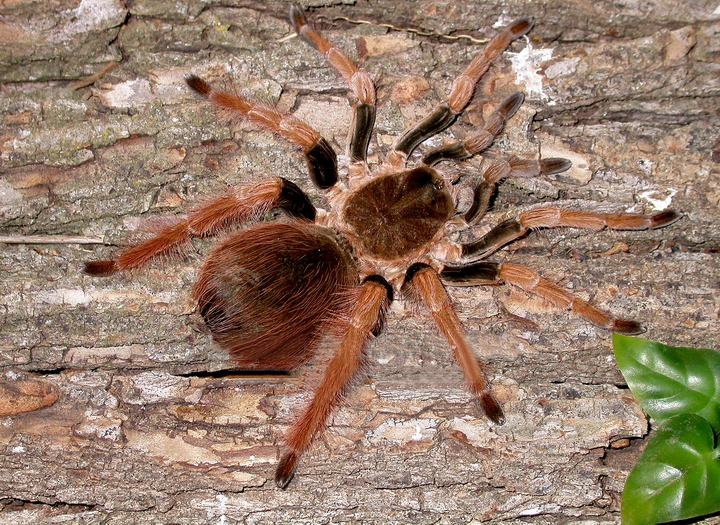
Megaphobema robustum

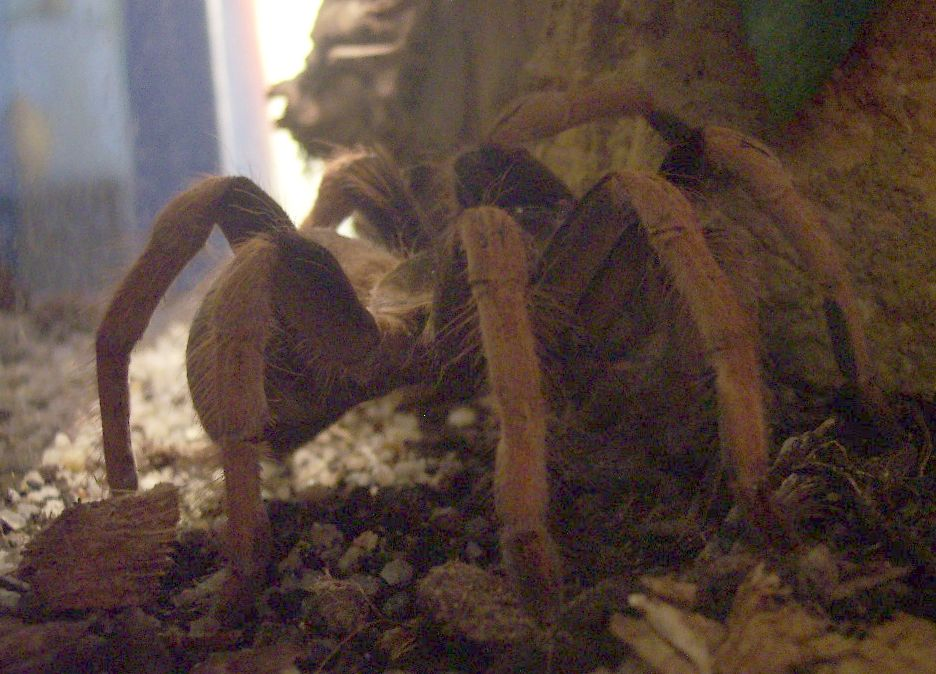
Megaphobema robustum

Connue sous le nom de tarentule géante de Colombie, elle a une envergure de 15 à 20 cm. Trouvée près de rondins, elle se nourrit de criquets, d'autres gros insectes, de petits lézards et de souris.
Elle est connue pour son comportement défensif.

## Publication originale
- Ausserer, 1875 : Zweiter Beitrag zur Kenntniss der Arachniden-Familie der Territelariae Thorell (Mygalidae Autor). Verhandlungen der kaiserlich-königlichen zoologisch-botanischen Gesellschaft in Wien, vol. 25, p. 125-206 (texte intégral).